# ランドネ
『ランドネ』（Randonnee）は、枻出版社が発行している女性向け登山専門誌。

## 概要
枻出版社が2009年6月に創刊した。
2009年6月から1年間の隔月誌を経て、2010年8月号から月刊誌となり、2018年7月号から再び隔月刊になっている。2021年1年現在、2021年3月号までで通巻116号。
同社が発行している他の登山雑誌に『PEAKS』、アウトドア雑誌に『フィールドライフ』がある。

## 歴代編集長
- 2009年 - 朝比奈耕太
- 2018年 - 佐藤泰那
- 2022年 - 安仁屋円香